# CVIG
CVIG는 2018년 북미 정상회담의 사전 실무교섭에서 북한 비핵화 협상과 관련해 북한측이 체제보장을 중심으로 제시한 요구사항이다.

## 개념
CVIG는 Complete Verifiable Irreversible Guarantee의 약자다. 완전하고 검증가능하고 되돌릴 수 없는 체제보장이란 의미이다. 미국이 북한에 요구하는 CVID의 용어를 본따서 만들었다.
체제보장이란 단어는 북한이 아니라 한국이 만들어 쓰던 말이다. 예전에는 대북 적대시정책이라고도 불렀다.
북한은 90년대 부터, 일관되게, 북한 비핵화에 대한 조건으로 미국의 대북 적대시정책의 취소를 통한 체제보장을 요구했다.

## 과거
1992년 7월 4일, 북한은 '7.4남북공동성명 발표 20주년을 맞아 기념보고회를 열고 남한의 국가보안법 철폐와 주한미군철수 및 핵무기철거,자유로운 통일논의 보장 등 종전의 주장을 되풀이했다. 북한은 이날 보고에서 미국에도 대북적대정책을 버릴것을 촉구하면서 만약 미국이 부당한 전제조건 없이 관계개선을 들고나온다면 북측도 과거를 돌아보지 않고 쌍방관계개선을 위해 노력할 것이라고 강조했다.

## 6자회담
2002년 10월 23일, 김영남 북한 최고인민회의 상임위원장은 "미국이 대북 적대시정책을 포기할 용의가 있다면 미국의 안보상 우려를 해소할 준비가 돼 있다"고 밝혔다.
2003년 8월 13일, 북한은 외무성 대변인 담화를 통해 북미 불가침조약의 체결과 외교관계 수립 등 미국의 대북 적대정책 전환이이뤄져야 핵 사찰이 가능하다고 주장했다.
2003년 8월 27일 1차 6자회담으로 시작해서, 2007년 10월 3일 6차 6자회담을 마치기 까지, 미국은 완전한 비핵화, 북한은 완전한 체제보장을 줄곧 요구했다.
2004년 2월 25일 열리는 2차 6자 회담을 앞두고, 미국은 북한의 ‘핵 폐기 선언’과 ‘대북 안전보장 선언’을 맞바꾸자는 제안을 이미 해놓은 상태다. 그러나 북한은 "안전보장을 달랑 문서로만 하는 건 의미가 없다. 평양에 미국 대사관이 설치되고 미국 자본이 들어가고, 이런 게 이뤄져야 적대정책이 포기된 것으로 볼 수 있다"고 말했다. 양쪽이 서로 뭘 주고받을지를 놓고 줄긋기를 완전히 어긋나게 하고 있는 형국인 셈이다.
2004년 6월 21일 열리는 3차 6자 회담을 앞두고 북한이 최근에는 미국의 완전한 핵 폐기 요구(CVID)에 맞서, 완전하고 검증가능한 안전보장(CVIG)을 요구하는 목소리를 높이고 있다.

## 트럼프 행정부
2018년 북미 정상회담을 앞두고 미국과 북한은 사전 실무협상을 계속했는데, 역시 2003년 8월 27일 1차 6자회담 때의 쌍방 주장에서 큰 차이가 없었다. 6자회담 때도 미국은 완전한 비핵화, 북한은 완전한 체제보장을 요구했다. 이번에도 동일하게 협상중이다.

## 같이 보기
- CVID